# Lista episoadelor serialului Titanul simbionic
Aceasta este o listă cu episoadele din serialul de animație Titanul simbionic.

## Episoade
| Episod | Titlu român                     | Titlu englez                | Premiera originală |
| ------ | ------------------------------- | --------------------------- | ------------------ |
| 1      | "Evadare to Liceul Sherman"     | "Escape from Sherman High"  | 17 septembrie 2010 |
| 2      | "Vecini sub acoperire"          | "Neighbors Undercover"      | 24 septembrie 2010 |
| 3      | "Logică de elefant"             | "Elephant Logic"            | 1 octombrie 2010   |
| 4      | "Fantoma ninja"                 | "The Phantom Ninja"         | 8 octombrie 2010   |
| 5      | "Calea Dragonului Alb"          | "Roar of the White Dragon"  | 15 octombrie 2010  |
| 6      | "Maestrul fricii"               | "Shaman of Fear"            | 22 octombrie 2010  |
| 7      | "Stingerea la Liceul Sherman"   | "Showdown at Sherman High"  | 29 octombrie 2010  |
| 8      | "Umbrele tinereții"             | "Shadows of Youth"          | 5 noiembrie 2010   |
| 9      | "Tashy 497"                     | "Tashy 497"                 | 12 noiembrie 2010  |
| 10     | "Lecție de iubire"              | "Lessons in Love"           | 19 noiembrie 2010  |
| 11     | "Fortăreața ascunsă"            | "The Fortress of Deception" | 3 decembrie 2010   |
| 12     | "Povestea Înfricoșătoarei Mary" | "The Ballad of Scary Mary"  | 2 februarie 2011   |
| 13     | "Demonul din interior"          | "The Demon Within"          | 9 februarie 2011   |
| 14     | ""Eu sunt Octus""               | "I Am Octus"                | 16 februarie 2011  |
| 15     | "Discriminat"                   | "Disenfranchised"           | 2 martie 2011      |
| 16     | "Evadare de pe Galaluna"        | "Escape from Galaluna"      | 9 martie 2011      |
| 17     | "Sub cele trei luni"            | "Under the Three Moons"     | 16 martie 2011     |
| 18     | "Probleme de familie"           | "A Family Crisis"           | 26 martie 2011     |
| 19     | "Dușman metalic"                | "The Steel Foe"             | 2 aprilie 2011     |
| 20     | "Un nou început"                | "A New Beginning"           | 9 aprilie 2011     |